# Vista de los jardines de Luxemburgo
Vista de los jardines de Luxemburgo es un cuadro neoclásico pintado por Jacques-Louis David en 1794. 
Se trata de su única pintura paisajista.

## Obra
En 1794, tras la muerte de Robespierre, David fue arrestado y encarcelado en el Palacio del Luxemburgo, donde estuvo recluido seis meses. Durante este tiempo le fue permitido pintar. Es aquí donde pintó lo que se presume que es la vista desde su ventana, además de un autorretrato que nunca terminó.